# Dirección General de Políticas contra la Despoblación
La Dirección General de Políticas contra la Despoblación (DGPD) de España es el órgano directivo del Ministerio para la Transición Ecológica y el Reto Demográfico, adscrito a la Secretaría General para el Reto Demográfico, que asiste a la Secretaría General en el ejercicio de sus funciones.

## Estructura y funciones
La Dirección General se estructura a través de dos subdirecciones generales, a través de las cuales ejerce sus competencias:
- La Subdirección General de Coordinación e Iniciativas contra la Despoblación, a la que le corresponde desarrollar los objetivos generales, estrategias, planes y actuaciones prioritarias en materia de reto demográfico y lucha contra la despoblación, prestar apoyo a los órganos colegiados de este ámbito, la representación del Ministerio en foros internacionales, así como la gestión de fondos europeos.
- La Subdirección General de Análisis, Planificación y Ayudas contra la Despoblación, a la que le corresponde fomentar y apoyar proyectos nacionales e internacionales que ayuden a alcanzar los objetivos de la Dirección General, así como la realización de estudios, informes y criterios comunes en materia de despoblación e identificación de «zonas reto».

## Directores generales
- José María García de Francisco (26 de febrero de 2020-25 de noviembre de 2020)[3][4]
- Juana López Pagán (13 de enero de 2021-13 de diciembre de 2023)[5][6]
- Ana de los Ángeles Marín Andreu (17 de enero de 2024-presente)[7]